# Radio Potsdam
Radio Potsdam (uneinheitliche Schreibweise manchmal auch mit nachgestellter Frequenz) ist ein privater Hörfunksender der Brandenburger Lokalradios GmbH in Potsdam mit einer lokalen Ausrichtung im redaktionellen Teil des Programms. Gesellschafter sind:
- 29,8 % Adam Medien Holding UG (haftungsbeschränkt), Potsdam
- 22,2 % Stephan Schwenk, Nürnberg
- 10,0 % Schuck Medien Holding GmbH, Berlin
- 17,5 % Dirk Steeger, Berlin
- 17,5 % Klaus Enkmann, Berlin
- 3 % Frank Smyrek, Potsdam

Lokalnachrichten und aktuelle Meldungen sind auch auf der Homepage verfügbar.

## Programm
Das Hörfunkprogramm für Potsdam bietet eine vielfältige Musikmischung mit lokaler Ausrichtung. Als „Station Voice“ fungiert seit 2016 Klaus Enkmann. Der Sender bemüht sich um eine „breite, generationsübergreifende Zielgruppe“. Dazu gibt es verschiedene Service-Aktionen, darunter die Vermittlung von Ausbildungsstellen und Jobangeboten, worüber der Sender auch auf seiner Facebook-Seite berichtet. Zum Moderatorenteam gehören u. a. Paul Schröder und Jan Lohan (Radio Potsdam Frühschicht & Ab in den Feierabend), Domi Krebs (Bei der Arbeit) und Manuel Prothmann (Das war Ihr Tag!).

## Empfang
Radio Potsdam ist über UKW 89,2 MHz aus Berlin-Schäferberg (für Potsdam), UKW 87,6 MHz (für Brandenburg an der Havel) und DAB+ vom Berliner Fernsehturm am Alexanderplatz Kanal 12D (Berlin & Brandenburg) empfangbar sowie über einen Livestream im Internet.